# Arlette Rosa-Lameynardie
Arlette Rosa-Lameynardie (ou Arlette Cohen-Rosa), née le 10 juin 1930 à Paris et décédée le 10 février 2024 en Martinique, est une photographe de nationalité française.

## Biographie

### Carrière
Arlette Rosa-Lameynardie commence sa carrière en 1948 pour des titres de la presse communiste comme les quotidiens L’Humanité et Le Soir. Pour le magazine Regards elle effectue deux reportages : en 1954 elle se rend en Chine pour les cinq ans de la révolution. Elle réalise le second reportage en Union soviétique en 1957 pour le 40e anniversaire de la révolution d’Octobre. De nombreuses photos de ses reportages sont conservées dans les archives numériques du département de la Seine-Saint-Denis.
En 1961 elle reprend ses activités de photographe en Martinique où elle vient de s’installer. Mais la pratique photographique y est peut développée et avant tout commerciale. Arlette Rosa-Lameynardie ouvre son premier studio à Fort-de-France. Grâce à une attitude discrète elle met au point des vue d'ensemble à l’insu des passants. Elle réussit ainsi à saisir des fêtes et des cérémonies, des rites religieux, des travailleurs...
Pendant trente ans elle effectue beaucoup de photos sans jamais les montrer à personne. En 1989 une maison d'édition locale publie un ensemble de ses photos sur la Martinique.
Arlette Rosa-Lameynardie cesse progressivement la photographie pour se tourner vers la littérature jeunesse. Elle publie son premier livre L'appel des tambours en 1981.
En mars 2024, des tirages exécutés d’après les négatifs originaux conservés aux Archives départementales de Seine-Saint-Denis sont présentés par la galerie Les Amies Rouges à Paris.

### Vie privée
En 1961 elle s’installe en Martinique avec son mari Alain Lameynardie. Elle meurt à l'âge de 93 ans le samedi 10 février 2024 dans le quartier de Terreville à Schoelcher

## Publications

### Livres
- Chemin faisant (2017)[9]
- Regards sur la Martinique des années soixante (1989)
- L'appelle de tambours (1981)[10]